# Magda Lesage
Magda Lesage, également connue sous le pseudonyme de Eve Lyne, est une actrice belge flamande.

## Biographie
En 1981, elle tient le rôle principal de Blanche Viane / Jeanne Marchal dans Brugge, die stille et, en 1989, un autre dans Boerenpsalm, deux films de Roland Verhavert. Elle obtient un rôle dans Moordterras (1991), un film pour la télévision réalisé également par Verhavert. Elle est assistante sur les plateaux de tournage pour De Witte van Sichem (1980) et Springen (1985).
Elle remplace l'actrice principale, la Néerlandaise Ansje Beentjes, en longue maladie, pour la postsynchronisation du film De loteling (Le Conscrit, 1974), un autre film de Verhavert.